# Jaktrobot
- Övre vänster: F/A-18 Hornet som avfyrar en AIM-7 Sparrow jaktrobot med semiaktiv radarmålsökare
- Övre höger: IR-sökande kortdistansjaktrobot AIM-9L Sidewinder.
- Undre vänster: F/A-18 Hornet som avfyrar en AIM-9L Sidewinder IR-jaktrobot.
- Undre höger: Undersidan av en F-14 Tomcat beväpnad med sex stycken AIM-54 Phoenix långdistansjaktrobotar, 1989.

Jaktrobot, kort jrb (engelska: Air-to-Air Missile, kort AAM, "luftskjuten luftmålsrobot", eller Air Intercept Missile, kort AIM, "luftgenskjutningsrobot"), är en luftburen robot ämnad att nedkämpa andra luftmål (så kallat jaktuppdrag), exempelvis: flygplan, helikoptrar, luftballonger eller andra robotar. Jaktrobotar styrs traditionellt genom en målsökare – olika former av elektronisk utrustning som optiskt eller radiologiskt söker efter målsignaturer. Vid funnen målsignatur låser sökaren på målet, mäter in målets avstånd, riktning och hastighet, för att sedan skicka detta till en måldator som styr roboten så denna träffar målet. Av detta brukar jaktrobotar och liknande kallas målsökande robot i folkmun. De första jaktrobotarna använde dock kommandostyrning (manuell styrning) i form av tråd- eller radiosignaler.

## Funktion

### Styrning
Styrning av jaktrobotar sker antingen manuellt eller automatiskt beroende på modell. Manuell styrning är ett äldre koncept som inte längre används. Dessa robotar styrdes normalt via trådstyrning eller via radiostyrning och utvecklas initialt under andra världskriget. (se: MCLOS)
Automatisk styrning, alternativt kallat målsökning, betyder att roboten styr sig själv mot målet. Detta åstadkoms genom att roboten har en måldator inuti sig som kan räkna ut hur roboten ska flyga för att träffa målet. Äldre modeller hade ganska primitiva måldatorer som effektivt enbart kunde räkna ut en fast flygbana för träff. Om målet gjorde en undanmanöver efter avfyrning kunde måldatorn oftast inte räkna ut en ny flygbana i tid och skulle därmed missa målet. Med åren har måldatorer blivit snabbare och mer avancerade, vilket i praktiken gjort det omöjligt att undfly en jaktrobot med en undanmanöver. Istället har det utvecklats så kallade motmedel, vilket är skyddsmekanismer som kan vilseleda eller förstöra anfallande jaktrobotar.

### Sökning
Vid automatisk styrning arbetar måldatorn utifrån diverse data som samlas in av olika komponenter i roboten, men framför allt använder den sig av data från robotens målsökare. Målsökaren är komponenten i roboten som hittar och låser roboten till ett flygande mål. (Huvudartikel: målsökare.)
Det finns flera olika typer av målsökare som fungerar enligt olika principer. Några vanliga exempel på olika typer av målsökare är infraröd målsökare och semiaktiv radarmålsökare.
Förutom målsökaren kan en jaktrobot även ofta matas med måldata från den beväpnade farkostens siktesradar (om denna är försedd med en sådan). Detta betyder att det jagande fordonet kan låsa målet med siktesradarn innan avfyrning av jaktroboten och sedan förse roboten med denna måldata så roboten kan börja följa målet innan den själv har låst målet.

### Verkan
Som verkansdel används normalt en kulsprängsats försedd med zonrör. En kulsprängsats är en stridsdel försedd med en inre sprängladdning som omgivs av ett eller flera lager små metallkulor (normalt bestående av flera tusen kulor). När sprängladdningen detoneras så skjuts dessa kulor ut åt alla håll och slår enkelt igenom aluminiumplåt och andra komponenter hos en flygfarkost. Zonröret fungerar som en radar och känner av när roboten flyger nära en flygfarkost. När roboten kommit tillräckligt nära målet detonerar zonröret kulsprängsatsen som då förhoppningsvis nedkämpar den jagade flygfarkosten med metallkulorna. Detta är användbart då roboten inte behöver en direktträff för att skjuta ner en flygfarkost. 

### Framdrivning

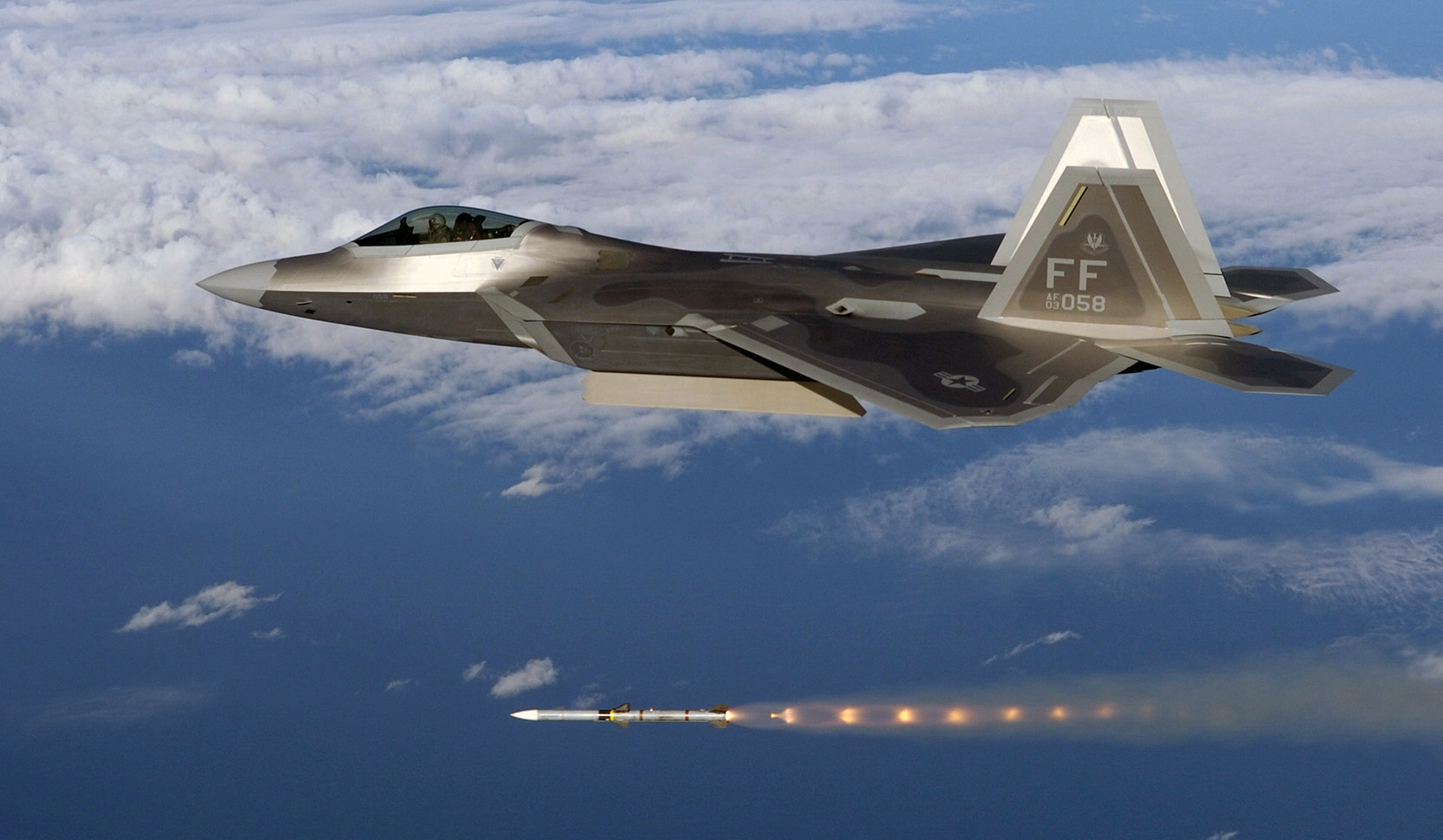
F-22 Raptor som avfyrar en AIM-120 AMRAAM krutraketdriven jaktrobot med aktiv radarmålsökare. Notera raketens flera efterbränningszoner.

Framdrivning sker vanligtvis av en eller flera krutraketmotorer. Krutraketmotorer brukar ha en ganska kort brinntid (oftast enbart ett par sekunder) vilket gör att jaktrobotar ofta har en väldigt begränsad räckvidd. För längre avstånd behöver de glidflyga den sista biten för att nå målen. Dock har moderna krutraketmotorer avsevärt längre räckvidd jämfört med de första generationerna då utvecklingen av raketmotorer har gått framåt.
Det finns även jaktrobotar som drivs av ramjetmotorer, såsom MBDA Meteor, eftersom dessa tillåter jaktrobotar med medellång räckvidd att upprätthålla högre medelhastighet.

## Alternativa vapen
Ett alternativ till jaktrobotar är jaktraketer. Dessa saknar styrförmåga och är därför mycket billigare att producera, men samtidigt är de mycket svårare att sikta och är i modern tid oanvändbara mot snabbflygande stridsflygplan. De är dock användbara mot helikoptrar och långsamma flygplan.